# Callinectes bocourti
Callinectes bocourti é uma espécie de siri. Ele vive principalmente no Oceano Atlântico, mas pode variar desde o Golfo do México até o Mar das Caraíbas. As populações foram encontradas ao longo da costa norte da América do Sul. Este crustáceo tem uma casca castanho-claro com manchas vermelhas e marcações sobre ele, e garras e pernas vermelhas.

## Utilização
Eles têm sido usados na pesca comercial, e são comestíveis. Para comer, eles podem ser preparados da mesma forma como os siris azuis. A espécie era anteriormente conhecida como Cancer pelagicus.